# Сизенко Євген Іванович
Євген Іванович Сизенко (25 вересня 1931, село Лук'яново Новоніколаєвського району Нижньо-Волзького краю, тепер Волгоградської області, Росія — 26 вересня 2016, місто Москва, Росія) — радянський державний діяч, 1-й секретар Брянського обласного комітету КПРС, міністр м'ясної і молочної промисловості СРСР, 1-й заступник голови Держагропрому СРСР, 1-й заступник голови Ради міністрів РРФСР, голова Ради агропромислового комплексу РРФСР. Член ЦК КПРС у 1981—1990 роках. Депутат Верховної Ради РРФСР 7—9-го скликань. Депутат Верховної Ради СРСР 10—11-го скликань. Кандидат економічних наук (1958). Член-кореспондент Російської академії сільськогосподарських наук (РАСГН) (1990), академік РАСГН (1993), академік Російської академії наук (РАН) (2013) по відділенню сільськогосподарських наук.

## Життєпис
Народився в родині робітника.
Член КПРС з 1953 року.
У 1954 році закінчив Московську сільськогосподарську академію імені Тімірязєва.
З 1954 року працював агрономом випробувальної групи Всесоюзного інституту електрифікації сільського господарства в Рибновському районі Рязанської області, агрономом-економістом колгоспу імені Тельмана Рибновського району Рязанської області.
У 1954—1957 роках — аспірант та секретар комітету ВЛКСМ сільськогосподарської академії, у 1957—1960 роках — асистент кафедри організації виробництва соціалістичних сільськогосподарських підприємств Московської сільськогосподарської академії імені Тімірязєва.
У 1960—1962 роках — помічник із сільського господарства 1-го секретаря Московського обласного комітету КПРС.
У 1962 році — 1-й секретар Ступинського районного комітету КПРС Московської області.
У 1962—1963 роках — заступник завідувача сільськогосподарського відділу Московського обласного комітету КПРС.
У 1963—1964 роках — секретар партійного комітету Люберецького виробничого радгоспно-колгоспного управління Московської області.
У 1964—1965 роках — завідувач сільськогосподарського відділу Московського обласного комітету КПРС.
У 1965—1966 роках — заступник голови, у 1966—1970 роках — 1-й заступник голови виконавчого комітету Московської обласної ради депутатів трудящих.
У 1970—1978 роках — секретар Московського обласного комітету КПРС.
19 вересня 1978 — 28 січня 1984 року — 1-й секретар Брянського обласного комітету КПРС.
11 січня 1984 — 22 листопада 1985 року — міністр м'ясної і молочної промисловості СРСР.
29 листопада 1985 — 10 квітня 1989 року — 1-й заступник голови Державного агропромислового комітету (Держагропрому) СРСР — міністр СРСР.
21 червня 1989 — 14 липня 1990 року — 1-й заступник голови Ради міністрів Російської РФСР — голова Ради агропромислового комплексу РРФСР.
У 1990—2009 роках — віцепрезидент Російської академії сільськогосподарських наук (РАСГН). У 2009—2015 роках — радник Російської академії сільськогосподарських наук (РАСГН).
У 2015—2016 роках — головний науковий співробітник ФДБН3 «Всеросійський науково-дослідний інститут м'ясної промисловості імені Горбатова».
Його наукові дослідження були присвячені проблемам розвитку харчової та переробної промисловості, комплексної безвідходної переробки сільськогосподарської сировини, створення біологічно повноцінних продуктів харчування, розробки основних напрямів ефективного функціонування галузей харчової і переробної промисловості в умовах ринку з урахуванням розвитку інтеграційних зв'язків з сільгосптоваровиробниками. Під його керівництвом і за участю розроблена «Концепція основних фундаментальних досліджень і науково-технічного забезпечення переробних галузей АПК». Був одним з авторів «Концепції державної політики в області здорового харчування населення Росії на період до 2005 року», «Федеральної цільової програми стабілізації та розвитку агропромислового виробництва в Російській Федерації на 1996—2000 рр.». Опубліковав понад 200 наукових праць, з них понад 20 книг і брошур.
Помер 26 вересня 2016 року в місті Москві. Похований на Троєкуровському цвинтарі.

## Нагороди і звання
- орден Леніна (1981)
- орден Жовтневої Революції (1973)
- два ордени Трудового Червоного Прапора (1964, 1969)
- медалі
- три золоті та срібні медалі ВДНГ
- Лауреат премії уряду Російської Федерації в галузі науки і техніки
- Заслужений працівник харчової індустрії Російської Федерації